# John Landen
John Landen (Peterborough, 23 de janeiro de 1719 - Milton, 15 de janeiro de 1790) foi um matemático inglês.

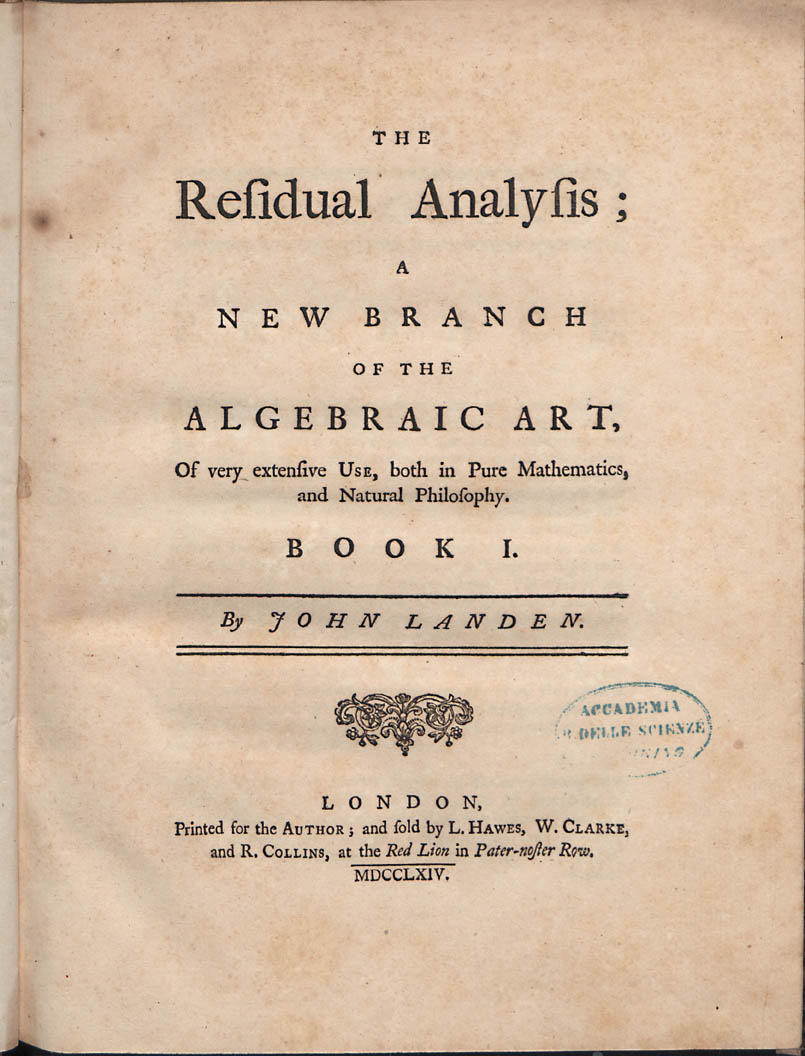
The residual analysis, 1764

## Vida
Ele nasceu em Peakirk, perto de Peterborough em Northamptonshire, em 28 de janeiro de 1719. Ele foi criado como agrimensor e atuou como agente de terras para Earl Fitzwilliam, de 1762 a 1788.
Cultivando a matemática durante suas horas de lazer, tornou-se colaborador do Ladies' Diary em 1744, publicou Mathematical Lucubrations em 1755 e, a partir de 1754, comunicou à Royal Society valiosas investigações sobre pontos relacionados ao cálculo fluxionário. Sua tentativa de substituí-lo por um método puramente algébrico, exposta no livro i. de Residual Analysis foi posteriormente processado por Lagrange. Livro II. nunca apareceu.
A transformação de Landen, para expressar um arco hiperbólico em termos de dois arcos elípticos, foi inserida nas Philosophical Transactions de 1775, e amostras de seu uso foram dadas no primeiro volume de suas 'Mathematical Memoirs (1780). Em um artigo sobre movimento rotativo apresentado à Royal Society em 17 de março de 1785, ele obteve resultados diferentes dos de Euler e D'Alembert, e os defendeu no segundo volume de Mathematical Memoirs.preparado para a imprensa durante os intervalos de uma doença dolorosa e colocado em suas mãos, impresso, um dia antes de sua morte em Milton, perto de Peterborough, a residência do conde Fitzwilliam em 15 de janeiro de 1790. No mesmo trabalho, ele resolveu o problema da rotação de um pião e explicou o erro de Newton ao calcular os efeitos da precessão.
Landen foi eleito membro da Royal Society em 16 de janeiro de 1766 e era membro da Spalding Society. Embora os estrangeiros lhe dessem uma posição elevada entre os analistas ingleses, ele falhou em desenvolver e combinar suas descobertas. Ele levou uma vida de aposentado, principalmente em Walton em Northamptonshire.

## Publicações
- The Ladies' Diary, (1744-1760)
- Phil. Trans. (1754, 1760, 1768, 1771, 1775, 1777, 1785)
- Mathematical Lucubrations (1755)
- A Discourse concerning the Residual Analysis (1758)
- The Residual Analysis, book i. (1764)
- Animadversions on Dr Stewarts Method of computing the Sun's Distance from the Earth (1771)
- Mathematical Memoirs (1780, 1789)